# Sam Altman
Samuel Harris Altman (Chicago, 22 de abril de 1985) é um empreendedor, investidor e programador estadunidense. É conhecido por ser o presidente da aceleradora Y Combinator e CEO da OpenAI, na qual foi readmitido após poucos dias de sua demissão.
Altman cresceu na cidade de Saint Louis, Missouri. Recebeu seu primeiro computador aos 8 anos de idade. Em entrevistas, ele relata ter se assumido gay desde jovem. Após terminar o ensino médio, Altman estudou por dois anos na Universidade de Stanford, até desistir junto com dois amigos para focar em uma startup, a Loopt.

## Carreira

### Loopt
Em 2005, aos 19 anos, Altman co-fundou e tornou-se CEO da Loopt, uma rede social baseada em localização. Depois de levantar mais de US$ 30 milhões em capital de risco, a Loopt foi fechada em 2012 depois de não conseguir obter tração. Foi adquirida pela Green Dot Corporation por US$ 43,4 milhões.

### Y Combinator
Altman começou como sócio de meio período na Y Combinator em 2011. Em fevereiro de 2014, Altman foi nomeado presidente da Y Combinator por seu co-fundador, Paul Graham. Em uma postagem de blog de 2014, Altman disse que a avaliação total das empresas Y Combinator ultrapassou US$ 65 bilhões, incluindo empresas conhecidas como Airbnb, Dropbox, Zenefits e Stripe. Em setembro de 2014, Altman anunciou que se tornaria presidente do YC Group, que incluía o Y Combinator e outras unidades.
Altman disse que esperava expandir a Y Combinator para financiar 1 mil novas empresas por ano. Ele também tentou expandir os tipos de empresas financiadas pela YC, especialmente empresas de "tecnologia pesada".
Em outubro de 2015, Altman anunciou o YC Continuity, um fundo de ações em estágio de crescimento de US$ 700 milhões que investe em empresas YC. Também em outubro de 2015, Altman anunciou o Y Combinator Research, um laboratório de pesquisa sem fins lucrativos, e doou US$ 10 milhões para o grupo. Até agora, a YC Research - atualmente Openresearchlab -  anunciou pesquisas sobre renda básica, o futuro da computação, educação e construção de novas cidades.
Altman foi nomeado um dos "Melhores Jovens Empreendedores em Tecnologia" pela revista Businessweek em 2008, o maior investidor com menos de 30 anos pela revista Forbes em 2015 e listado como um dos cinco fundadores de startups mais interessantes entre 1979 e 2009 por seu colega Paul Graham. Em 2017, Altman recebeu um título honorário de Doutor em Engenharia da Universidade de Waterloo por apoiar empresas de seu programa de empreendedorismo Velocity. Nesse mesmo ano, a GLAAD reconheceu Altman com o Prêmio Ric Weiland por promover a igualdade e aceitação LGBTQ no setor de tecnologia.
Em março de 2019, A YC anunciou a transição de Altman para o cargo de presidente para se concentrar mais na OpenAI. Essa decisão veio logo depois que a YC anunciou que mudaria sua sede para São Francisco. No início de 2020, ele não era mais afiliado ao YC.

### Investidor-anjo
Sam Altman é um investidor-anjo em várias empresas, incluindo Airbnb, Pinterest, Asana, Reddit, Soylent, entre outras.
Ele foi o CEO do Reddit por oito dias em 2014, depois que o CEO Yishan Wong renunciou. Ele anunciou o retorno de Steve Huffman como CEO em 10 de julho de 2015.

### OpenAI
Altman é CEO da OpenAI, uma empresa de pesquisa com fins lucrativos cujo objetivo declarado é desenvolver a inteligência artificial de uma maneira que provavelmente beneficie a humanidade como um todo, em vez de causar danos. A organização foi inicialmente financiada por Altman, Brockman, Elon Musk, Jessica Livingston, Peter Thiel, Microsoft, Amazon Web Services, Infosys e YC Research. No total, quando a empresa foi lançada em 2015, havia captado US$ 1 bilhão de financiadores externos. Em 17 de novembro de 2023, foi anunciado que o conselho da OpenAI havia tomado a decisão de destituir Altman de seu cargo de CEO. O conselho afirmou que Altman "não foi consistentemente confiável em suas comunicações".

## Vida pessoal
Altman tem sido um vegetariano desde a infância.
Altman se casou com o engenheiro Oliver Mulherin em janeiro de 2024, em sua propriedade no Havaí; a dupla também mora em São Francisco Colina Russa bairro e muitas vezes passam os fins de semana em Napa, Califórnia. Eles se comprometeram a doar a maior parte de sua riqueza assinando o Compromisso de Doação em maio de 2024.
Altman possui um bunker segundo afirmou em 2016: "Eu tenho armas, ouro, iodeto de potássio, antibióticos, baterias, água, máscaras de gás do Forças de Defesa de Israel, e um grande pedaço de terra em Grande Sur Eu posso voar para."
Em janeiro de 2025, a irmã de Altman, Ann Altman, entrou com uma ação judicial alegando abuso sexual cometido por Altman nos EUA. Tribunal Distrital no Distrito Leste do Missouri em St. Louis. O processo alega que o abuso começou quando Ann Altman tinha três anos e Sam Altman tinha 12. Sam Altman, junto com sua mãe Connie e os irmãos mais novos Max e Jack, emitiram uma declaração conjunta negando as acusações, descrevendo-as como "totalmente falsas".

Em 22 de fevereiro de 2025, nasceu o filho de Altman.